# Luci Veturi Cras Cicurí
|  | Per a altres significats, vegeu «Espuri Veturi Cras Cicurí». |

Luci Veturi Cras Cicurí (en llatí Lucius Veturius L. F. SP. N. Crassus Cicurinus) va ser un polític romà. Formava part de la família dels Cicurí, una branca de la gens Vetúria.
Va ser elegit tribú amb potestat consolar dos anys successius, el 368 aC i el 367 aC. L'any 368 aC van entrar en vigor les lleis licínies, que establien l'abolició dels tribuns amb potestat consular.